# برومو و ژولیت
برومو و ژولیت (انگلیسی: Bromo and Juliet) فیلمی به کارگردانی لئو مک‌کری است که در سال ۱۹۲۶ منتشر شد.

## بازیگران
- چارلی چیس
- اولیور هاردی
- چارلی هال
- هلن گیلمور
- ویلیام اورلاموند
- کورلیس پامر